# Какас
Какас (*д/н —бл. 98) — цар Кавказької Албанії у 70—98 роках.

## Життєпис
Ймовірно належав до династії Алупідів. Напенев деякий час мешкав при дворі парфянських царів. Близько 70 року за підтримки парфян стає царем Кавказької Албанії. Дотримувався союзу з Парфією у боротьбі проти Іберії та Великої Вірменії. Воював з союзниками римлян — племенами аланів. Для боротьби з ними розташував парфянську залогу в Дербенті. Це стало першим випадком розташування такої залоги.
Впроваджував зороастризм, переслідуючи християн та поган. У 71 році за наказом цього царя страчено апостола Варфоломея. Пропарфянська позиція та переслідування християн призвело до нової війни у 70-х роках. У 72 році аланські війська вдерлися до царства, яке плюндрували до 74 року.
У 80 році в союзі з Іберією албанське військо брало участь у війні проти Великої Вірменії, проте зазнало поразки у битві при Дцераве. В подальшому уклав договір з римським імператором Доміціаном, який відправив на допомогу Какасу частини XII Блискавичного легіону, а також сприяв допомозі царству з боку аланів. Завдяки цьому успішно діяв проти Вірменії та Парфії, розширивши свої володіння: було приєднано Апшеронський півострів та частину північної Гірканії.
Це викликало утворення антиалбанської коаліції з Великої Вірменії та Парфії. Зрештою за підтримки Іберії Какаса було повалено. Висловляється думка, що трон зайняв родич іберійського правлячого дому Фарасман I, заснувавши власну династію.